# Новоивановка (Магдалиновский район)
Новоивановка (укр. Новоіванівка) — село, Поливановский сельский совет, Магдалиновский район, Днепропетровская область, Украина.
Код КОАТУУ — 1222386005. Население по переписи 2001 года составляло 76 человек.

## Географическое положение
Село Новоивановка находится на правом берегу реки Кильчень, выше по течению на расстоянии в 1,5 км расположено село Поливановка, ниже по течению на расстоянии в 1 км расположено село Весёлый Гай, на противоположном берегу — село Калиновка. Рядом проходит автомобильная дорога Т-0410.